# Secció de bàsquet del RCD Espanyol
La secció de bàsquet del RCD Espanyol va ser una secció esportiva del RCD Espanyol, dedicada a la pràctica del basquetbol. Fundada el 1927, va disputar cinc temporades de la lliga ACB, entre 1984 i 1989. Després d'aquesta última temporada, es va fusionar amb el Granollers Esportiu Bàsquet.

## Història

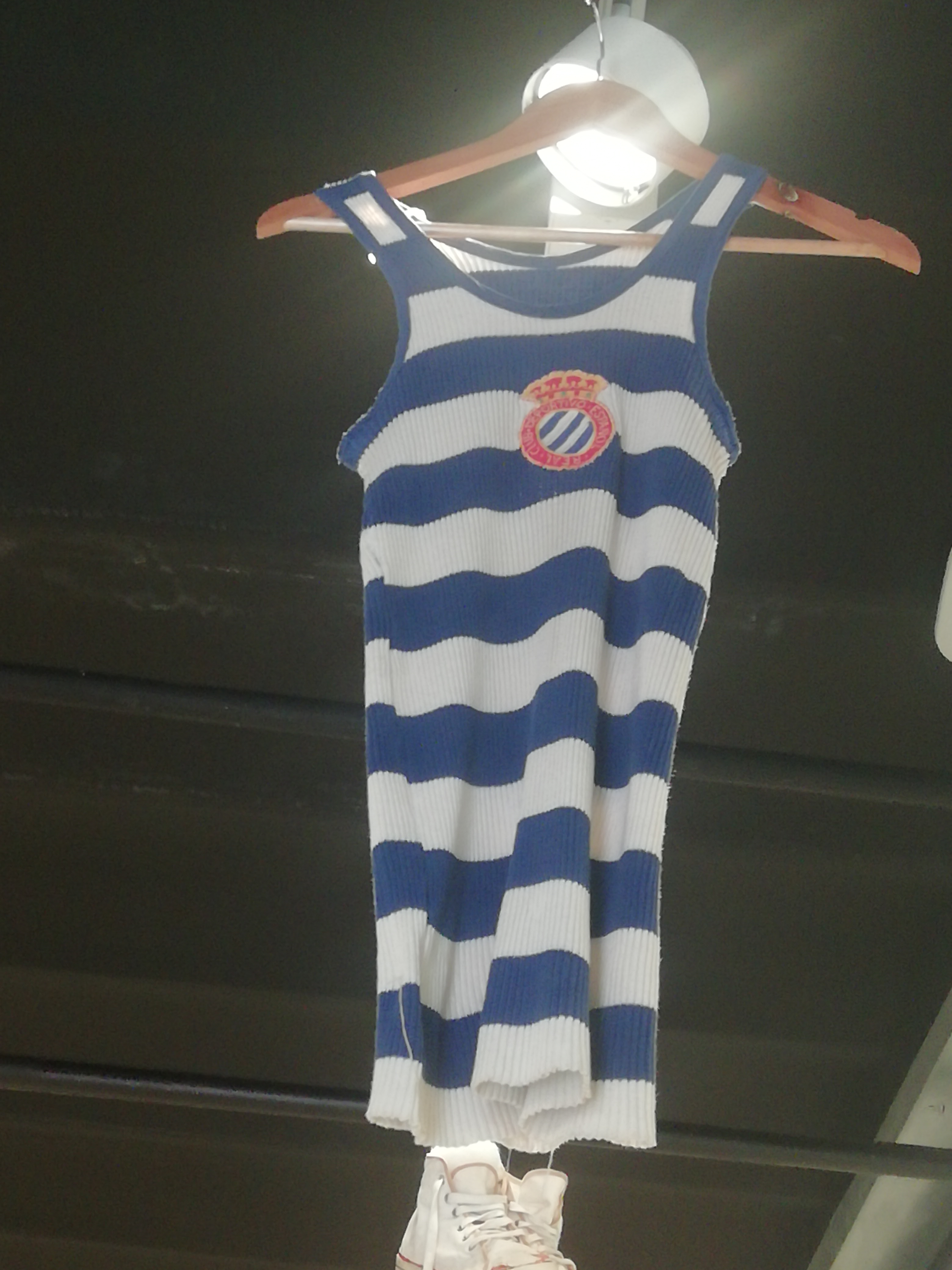
Samarreta de l'equip RCD Espanyol.

L'any 1923 es disputa a Barcelona el primer campionat de Catalunya de bàsquet. Un dels equips que hi pren part s'inscriu com RCD Español, però tot i el nom, aquest conjunt no té cap vincle amb l'entitat blanc-i-blava. De fet, l'equip juga aquest Campionat i desapareix (disputa només dos partits, vencent l'Europa en quarts de final i caient davant el Barcelona BBC en semis). No serà fins a l'any 1927 que el club crearà oficialment la secció de bàsquet acceptant l'oferiment de Rafael Miralles, capità d'infanteria i instructor d'educació física, que veient l'alt nivell dels jugadors que formaven l'equip del Regimiento Alcántara 58, proposà a l'entitat espanyolista, aleshores presidida per Genaro de la Riva, d'absorbir tot l'equip, amb ell mateix al capdavant, convertint-lo en la seva secció. Amb Miralles, que feia d'entrenador-jugador, van formar la primera plantilla Joan Carreras, Joan Colomer, Frederic Catarineu i Mariano Rodríguez. L'equip va jugar el seu primer partit el diumenge 27 de novembre del 1927, un amistós davant l'Europa que els pericos salden amb victòria per 36 a 4. El partit es va disputar al camp d'en Galvany, en els terrenys del Club Deportiu Catalunya de Les Corts prop del que en l'actualitat és Diagonal/Urgell, i va ser dirigit per l'àrbitre Josep Monfort. La temporada 1927-28 l'Espanyol milita a la segona divisió catalana, de la qual queda campió assolint l'ascens a la màxima categoria del bàsquet del país. Aleshores, la única competició oficial que es disputava era el Campionat de Catalunya (el campionat d'Espanya -el que seria l'actual Copa del Rei- es juga per primer cop l'any 1933, i la primera edició de la lliga espanyola de bàsquet no arribarà fins 1947). Mica en mica l'Espanyol va assentant-se i creixent, tot i que té problemes per trobar un terreny fix per jugar com a local. Al terreny del Catalunya les Corts el succeeix la pista de la Bordeta, però l'equip torna a l'indret inicial pocs mesos després. Les temporades 1930-31 i 1931-32 l'Espanyol s'adjudica el Campionat de Catalunya éssent els seus jugadors més destacats Joan Colomer, Evarist "Pit de ferro" Domingo, Anselmo López o Ramon Brotons. L'any 1934 l'equip arriba a la final del campionat davant l'Iluro de Mataró, però perd per incompareixença en no presentar-se com a protesta pel que l'entitat blanc-i-blava considerava tracte discriminatori de la Federació (l'Espanyol havia tingut problemes extraesportius en els duels que havia jugat a la capital del Maresme i a Sabadell i considerava les decisions preses per la Federació davant les seves queixes afavorien aquests rivals, i per tant, que l'Iluro no era just finalista). En els despatxos, i en el període inicial del bàsquet periquito, cal destacar la tasca del delegat de la secció Julio Clavero, qui l'any 1939 serà nomenat president de la Federació Catalana de Bàsquet per les noves autoritats franquistes. També convé esmentar la figura de Damià Canyelles, directiu del club que a la dècada dels 30 serà el representant davant la Federació Catalana de Bàsquet i que arribarà a presidir la Federación Nacional entre 1933 i 1935, any en què adoptarà l'actual denominació de Federación Española de Baloncesto. Canyelles moriria el juliol del 36 a Barcelona, com la seva germana Prudència, assassinats tots dos en el decurs dels primers dies de la guerra civil. Després de la guerra l'Espanyol continuà a la primera línia basquetbolística guanyant l'edició de 1941 del Campionat d'Espanya.
El club participà en la Lliga espanyola entre 1958 i 1962, i també el 1970. La temporada 1970-71 va disputar la promoció d'ascens, però va acabar en tercer lloc i no el obtenir. Després d'un parell de descensos més, s'assoleix l'ascens a Segona la temporada 1977-78, mantenint-se fins a la temporada 1981-82, quan s'aconsegueix pujar a Primera Divisió "B" quedant primer classificat de Segona.
En el mes de març de 1984 asoleix l'ascens a l'ACB. L'any 1984 inicià la seva segona aventura al màxim nivell del bàsquet estatal, aquesta vegada amb cinc temporades més a la Lliga ACB i arribant a participar en la Copa Korac el 1986-87 amb el nom de Gin MG-Sarrià. Jugava com a local al pavelló esportiu de la SEAT, a la Zona Franca de Barcelona. El club, però, no aconseguí suportar els alts costos que requeria la competició. L'any 1987 la secció fou comprada per l'empresa Unipublic, desvinculant-se definitivament del club. La temporada 1987-88 competí amb el nom CB Unipublic IFA-Espanyol, encara amb els colors blanc-i-blaus, i la 1988-89 competí amb uniforme de color verd. L'any 1989, el CB Unipublic es fusionà amb el Granollers EB abans de desaparèixer definitivament.
| 1927-62 | 1967-88 | 1988-89 |

## Equip femení
El club també creà una secció de bàsquet femení entre els anys 1940 i 1945, que fou campió de Catalunya i d'Espanya l'any 1943.
El 2007, fruit d'un acord inicialment fins al 2010 amb el Club Bàsquet Olesa, el seu equip femení és esponsoritzat per l'Espanyol i passa a la màxima categoria estatal femenina, amb el nom de CB Olesa - Espanyol. L'any 2018, l'agrupació de Seccions Deportives de l'Espanyol va inscriure un equip sènior masculí a la Tercera Catalana, amb un pressupost modest.

## Pavelló[calcitació]
Durant els anys 80 el club va disputar els seus partits al Palau dels Esports de Barcelona, al carrer de Lleida, a Montjuïc.

## Palmarès

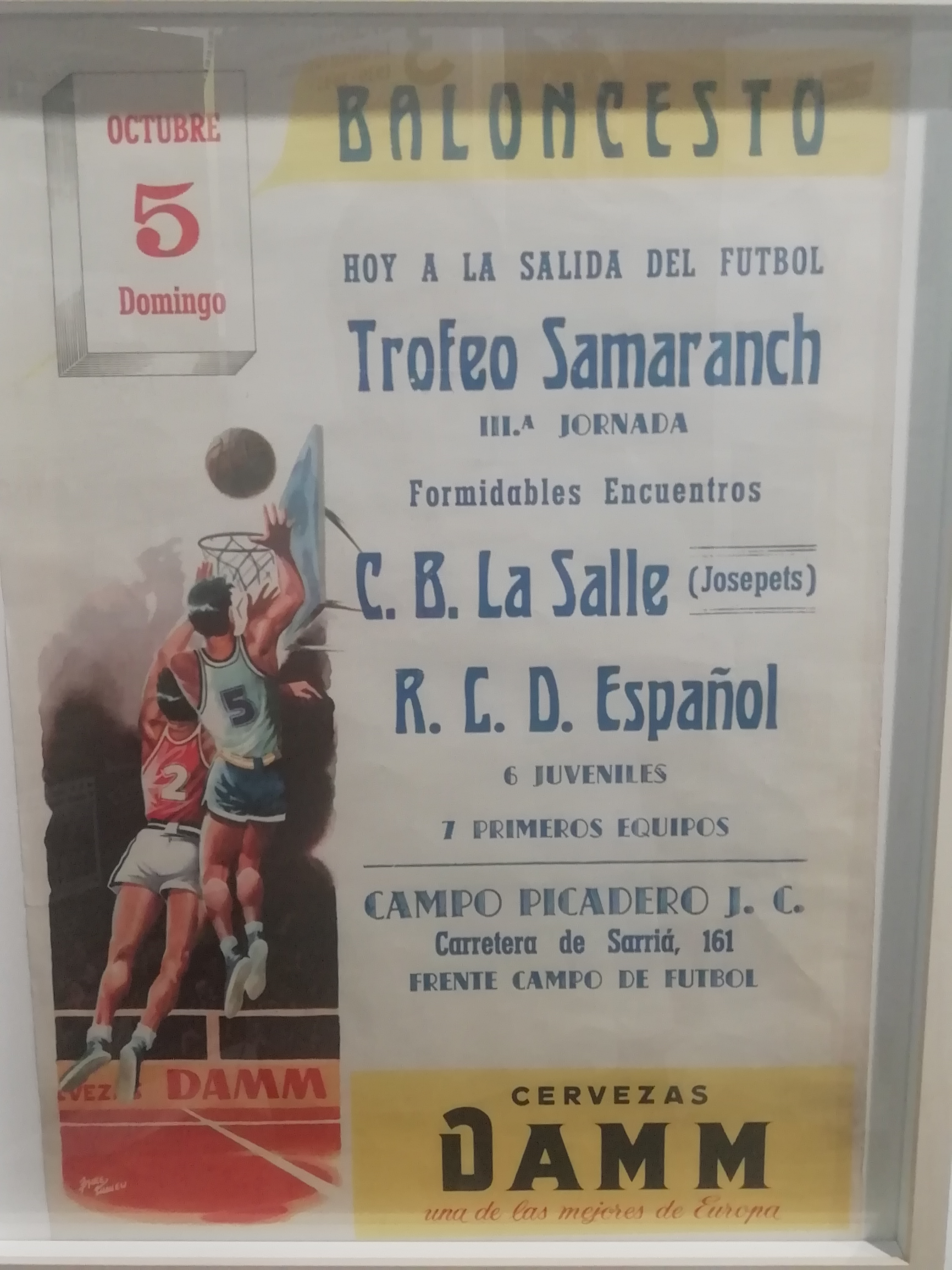
Cartell d'un partit La Salle Josepets-Espanyol.

- Copa espanyola de bàsquet masculina:
  - 1941
- Copa espanyola de bàsquet femenina:
  - 1943
- Campionat de Catalunya de bàsquet:
  - 1931, 1932
- Lliga Catalana EBA:
  - 1981
- Campionat de Catalunya de bàsquet femení:
  - 1943, 1945
- Lliga espanyola (segona categoria):
  - 1956-57, 1968-69, 1983-84
- Trofeu Joan Antoni Samaranch:
  - 1955-56
- Trofeu Vicente Bosch:
  - 1940

## Trajectòria esportiva
Font:
| Campionat de Catalunya | Campionat de Catalunya | Campionat de Catalunya | Campionat de Catalunya | Campionat de Catalunya | Campionat de Catalunya | Campionat de Catalunya | Campionat de Catalunya | Campionat de Catalunya | Campionat de Catalunya |
| Temporada              | Cat.                   | Divisió                | Pos.                   |                        | LR                     | PO                     | Copa                   | Altres                 | Altres                 |
| ---------------------- | ---------------------- | ---------------------- | ---------------------- | ---------------------- | ---------------------- | ---------------------- | ---------------------- | ---------------------- | ---------------------- |
| 1927-28                | 2                      | 2a Categoria           | 1                      | Ascens                 | -                      | -                      | -                      | -                      | -                      |
| 1928-29                | 1                      | 1a Categoria           | 3                      | -                      | 8-6                    | -                      | -                      | -                      | -                      |
| 1929-30                | 1                      | 1a Categoria           | 4                      | -                      | 7-7                    | -                      | -                      | -                      | -                      |
| 1930-31                | 1                      | 1a Categoria           | 1                      | Campió                 | 13-1                   | -                      | -                      | -                      | -                      |
| 1931-32                | 1                      | 1a Categoria           | 1                      | Campió                 | 13-1                   | -                      | -                      | -                      | -                      |
| 1932-33                | 1                      | 1a Categoria           | 3                      | -                      | 14-4                   | -                      | -                      | -                      | -                      |
| 1933-34                | 1                      | 1a Categoria           | 1                      | Finalista              | 9-1                    | 1-2                    | -                      | -                      | -                      |
| 1934-35                | 1                      | 1a Categoria           | 4                      | -                      | 9-5                    | -                      | -                      | -                      | -                      |
| 1935-36                | 1                      | 1a Categoria           | 4                      | -                      | 8-6                    | -                      | -                      | -                      | -                      |
|                        |                        |                        |                        |                        |                        |                        |                        |                        |                        |
| 1939-40                | 1                      | 1a Categoria           | 3                      | -                      | -                      | -                      | 3r                     | -                      | -                      |
| 1940-41                | 1                      | 1a Categoria           | 2                      | -                      | -                      | -                      | Campió                 | -                      | -                      |
| 1941-42                | 1                      | 1a Categoria           | 7                      | -                      | -                      | -                      | -                      | -                      | -                      |
| 1942-43                | 1                      | 1a Categoria           | 5                      | -                      | -                      | -                      | -                      | -                      | -                      |
| 1943-44                | 1                      | 1a Categoria           | 3                      | -                      | -                      | -                      | SF                     | C. Bcn                 | F.                     |
| 1944-45                | 1                      | 1a Categoria           | 8                      | -                      | -                      | -                      | -                      | -                      | -                      |
| 1945-46                | 1                      | 1a Categoria           | 2                      | Semifinals             | -                      | -                      | -                      | -                      | -                      |
| 1946-47                | 1                      | 1a Categoria           | 8                      | Descens                | -                      | -                      | -                      | -                      | -                      |
| 1947-48                | 2                      | 2a Categoria           |                        | -                      | -                      | -                      | -                      | -                      | -                      |
| 1948-49                | 2                      | 2a Categoria           |                        | -                      | -                      | -                      | -                      | -                      | -                      |
| 1949-50                | 2                      | 2a Categoria           | 1                      | Ascens                 | -                      | -                      | -                      | -                      | -                      |
| 1950-51                | 1                      | 1a Categoria           | 7                      | -                      | -                      | -                      | -                      | -                      | -                      |
| 1951-52                | 1                      | 1a Categoria           |                        | -                      | -                      | -                      | -                      | -                      | -                      |
| 1952-53                | 1                      | 1a Categoria           | 3                      | -                      | -                      | -                      | QF                     | C. Cat                 | C.                     |
| 1953-54                | 1                      | 1a Categoria           | 2                      | -                      | -                      | -                      | SF                     | T. Sam                 | F.                     |
| 1954-55                | 1                      | 1a Categoria           | 3                      | -                      | -                      | -                      | QF                     | T. Sam                 | F.                     |
| 1955-56                | 1                      | 1a Categoria           | 3                      | -                      | -                      | -                      | QF                     | T. Sam                 | C.                     |
| 1956-57                | 1                      | 1a Categoria           |                        | -                      | -                      | -                      |                        | -                      | -                      |

| 1940-41 | 1 | 1a Categoria | 2 | -         | 4-2 | -   |           |
| 1941-42 | 1 | 1a Categoria | 2 | Subcampió | 8-0 | 2-1 |           |
| 1942-43 | 1 | 1a Categoria | 1 | Campió    | 5-1 | -   | Campió    |
| 1943-44 | 1 | 1a Categoria | 2 | Subcampió | 5-3 | -   | Finalista |
| 1944-45 | 1 | 1a Categoria | 1 | Campió    | 3-3 | 1-0 |           |

| Lliga d'Espanya | Lliga d'Espanya                    | Lliga d'Espanya                    | Lliga d'Espanya                    | Lliga d'Espanya                    | Lliga d'Espanya                    | Lliga d'Espanya                    | Lliga d'Espanya                    | Lliga d'Espanya                    | Lliga d'Espanya                    |
| Temporada       | Cat.                               | Divisió                            | Pos.                               |                                    | LR                                 | PO                                 | Copa                               | Altres                             | Altres                             |
| --------------- | ---------------------------------- | ---------------------------------- | ---------------------------------- | ---------------------------------- | ---------------------------------- | ---------------------------------- | ---------------------------------- | ---------------------------------- | ---------------------------------- |
| 1956-57         | 2                                  | 2a Divisió                         | 1                                  | Ascens                             | -                                  | -                                  | -                                  | -                                  | -                                  |
| 1957-58         | 1                                  | 1a Divisió                         | 7                                  | -                                  | 7-11                               | -                                  | -                                  | T. Sam                             | F.                                 |
| 1958-59         | 1                                  | 1a Divisió                         | 7                                  | -                                  | 9-13                               | 1-1                                | -                                  | -                                  | -                                  |
| 1959-60         | 1                                  | 1a Divisió                         | 9                                  | P. descens                         | 7-1-14                             | 5-1                                | 1R                                 | -                                  | -                                  |
| 1960-61         | 1                                  | 1a Divisió                         | 10                                 | -                                  | 6-16                               | -                                  | SF                                 | -                                  | -                                  |
| 1961-62         | 1                                  | 1a Divisió                         | 5                                  | -                                  | 10-8                               | -                                  | QF                                 | T. Sam                             | F.                                 |
| 1962-67         | Dissolució de l'equip professional | Dissolució de l'equip professional | Dissolució de l'equip professional | Dissolució de l'equip professional | Dissolució de l'equip professional | Dissolució de l'equip professional | Dissolució de l'equip professional | Dissolució de l'equip professional | Dissolució de l'equip professional |
| 1967-68         | 2                                  | 2a Divisió                         | 2                                  | Promoció                           | 12-6                               | 1-2                                | -                                  | -                                  | -                                  |
| 1968-69         | 2                                  | 2a Divisió                         | 1                                  | Ascens                             | 16-2                               | 8-1-1                              | -                                  | -                                  | -                                  |
| 1969-70         | 1                                  | 1a Divisió                         | 12                                 | Descens                            | 3-1-18                             | -                                  | -                                  | -                                  | -                                  |
| 1970-71         | 2                                  | 2a Divisió                         | 3                                  | Promoció                           | 14-8                               | 1-1-2                              | -                                  | -                                  | -                                  |
| 1971-72         | 2                                  | 2a Divisió                         | 6                                  | -                                  | 9-13                               | -                                  | -                                  | -                                  | -                                  |
| 1972-73         | 2                                  | 2a Divisió                         | 9                                  | -                                  | 13-15                              | -                                  | -                                  | -                                  | -                                  |
| 1973-74         | 2                                  | 2a Divisió                         |                                    | -                                  |                                    |                                    | -                                  | -                                  | -                                  |
| 1974-75         | 2                                  | 2a Divisió                         | 10                                 | Descens                            | 7-1-14                             | -                                  | -                                  | -                                  | -                                  |
| 1975-76         | 3                                  | 3a Divisió                         | 1                                  | Promoció                           | 22-2                               | 2-2                                | -                                  | -                                  | -                                  |
| 1976-77         | 3                                  | 3a Divisió                         | 5                                  | -                                  | 16-1-9                             | -                                  | -                                  | -                                  | -                                  |
| 1977-78         | 3                                  | 3a Divisió                         | 1                                  | Promoció                           | 21-5                               | 2-2                                | -                                  | -                                  | -                                  |
| 1978-79         | 3                                  | 2a Divisió                         | 8                                  | -                                  | 15-15                              | -                                  | -                                  | -                                  | -                                  |
| 1979-80         | 3                                  | 2a Divisió                         |                                    | -                                  |                                    |                                    | -                                  | -                                  | -                                  |
| 1980-81         | 3                                  | 2a Divisió                         | 2                                  | -                                  | 18-8                               | -                                  | -                                  | -                                  | -                                  |
| 1981-82         | 3                                  | 2a Divisió                         |                                    | Ascens                             |                                    |                                    | -                                  | -                                  | -                                  |
| 1982-83         | 2                                  | 1a Divisió B                       | 6                                  | -                                  | 13-1-11                            | -                                  | -                                  | -                                  | -                                  |
| 1983-84         | 2                                  | 1a Divisió B                       | 1                                  | Ascens                             | 21-5                               | -                                  | -                                  | -                                  | -                                  |
| 1984-85         | 1                                  | Lliga ACB                          | 12                                 | 8F                                 | 12-16                              | 0-2                                | -                                  | C. Príncep                         | 2R                                 |
| 1985-86         | 1                                  | Lliga ACB                          | 12                                 | 8F                                 | 14-14                              | 2-3                                | -                                  | C. Príncep                         | QF                                 |
| 1986-87         | 1                                  | Lliga ACB                          | 14                                 | P. descens                         | 12-16                              | 3-1                                | 8F                                 | C. Príncep                         | 8F                                 |
| 1987-88         | 1                                  | Lliga ACB                          | 16                                 | -                                  | 7-21                               | 1-3                                | 8F                                 | C. Príncep                         | 8F                                 |
| 1988-89         | 1                                  | Lliga ACB                          | 8                                  | QF                                 | 22-14                              | 0-2                                | 1R                                 | -                                  | -                                  |

## Jugadors destacats
Font: Hemeroteques digitals
Anys 1930
- Ramon Brotons
- Evaristo Domingo
- Anselmo López
- Mariano Rodríguez

Anys 1940
- Gabriel Albertí
- Lluís Centelles
- Manolín Martín
- Francesc Martínez
- Josep Peon
- Tomás Redón
- Luis Sierra
- Josep Tomàs

Anys 1950
- Ángel González-Adrio
- Joaquín Hernández
- Vicenç Lloret
- Jordi Pallejà

Anys 1960
- Enrique Batiste
- Joan Bonich
- Josep Maria Jofresa
- Javier Sanjuán
- Vicente Sanjuán

Anys 1970
- Juan Manuel Antolín
- Toni Bové
- Francisco Javier Calero
- Manolo Flores
- Francisco Javier Puig

Anys 1980
- Santi Abad
- Manel Bosch
- Óscar Cervantes
- Pepe Collins
- Jordi Freixanet
- Albert Illa
- Ferran Martínez
- Joan Montes
- Mike Phillips
- Jordi Puigventós
- Herminio San Epifanio (Epi I)
- Toni Tramullas